# Amira Smajic
Amira Smajic er en bosniskfødt erhvervsjurist, der blev landskendt som Mads Brüggers muldvarp i den meget omtalte TV 2-dokumentarserie Den sorte svane, som udkom den 28. maj 2024. Smajic havde i mere end ti år arbejdet for bande- og rockergrupperinger som Hells Angels, Bandidos, Satudarah, LTF og NNV, hvor hun har rådgivet om bl.a. skattesnyd og stråmandsoperationer. Derudover har hun fungeret som bindeled mellem den kriminelle underverden og veletablerede advokater, entreprenører og andre erhvervsfolk.
Den 23. august 2024 blev hun ved Retten i Herning idømt tre måneders fængsel, hvoraf én af dem er ubetinget for dokumentfalsk. Smajic var dog ikke tilstede i retten. Ud over sagen i Herning verserer en anden straffesag mod Smajic. Her er hun ved Retten i Odense tiltalt for bedrageri og dokumentfalsk. Der er planlagt retsmøde i sagen i foråret 2025.

## Baggrund
Smajic blev født i Jugoslavien, i den bosniske by Bijeljina. Hun kom til Danmark som bosnisk flygtning i efteråret 1993, da hun var fem år gammel. Hun havde sin barndom i Odense og gik på Tornbjerg Gymnasium fra 2003 til 2006. I 2011 blev hun færdiguddannet jurist fra Syddansk Universitet i Odense. Hun har en søn som blev født i 2018. Faderen er tidligere rocker.

### Den sorte svane
I TV 2-dokumentarserien Den Sorte Svane er det hendes opgave at dokumentere, hvordan rockere og bandemedlemmer arbejder sammen med og er afhængige af advokater og erhvervsfolk. Undervejs i dokumentaren kommer det frem, at hun har spillet et dobbeltspil, hvor hun også har ført redaktionen bag lyset.
Blandt de mange, der har kommenteret udsendelsen er justitsminister Peter Hummelgaard (S). Han har udtalt, at der "helt klart er behov for at stramme op på området" efter andet afsnit af dokumentaren, der blev vist den 29. maj 2024. Statsminister Mette Frederiksen reagerede også på dokumentaren. Den 4. juni 2024 oplyste TV 2, at 1.859.000 danskere havde set første afsnit.